# Crazy Over Horses
Crazy Over Horses è un film del 1951 diretto da William Beaudine.
È una commedia d'azione statunitense con Leo Gorcey, Huntz Hall e Ted de Corsia. È il ventiquattresimo film della serie dei Bowery Boys iniziata nel 1946 con Live Wires.

## Produzione
Il film, diretto da William Beaudine su una sceneggiatura e un soggetto dell'attore e sceneggiatore Tim Ryan, fu prodotto da Jerry Thomas per la Monogram Pictures e girato, tra le altre location, nell'Hollywood Park Racetrack a Inglewood, in California, dal 16 agosto a fine agosto 1951. I titoli di lavorazione furono Win, Place and Show e Straight, Place, Show.

## Distribuzione
Il film fu distribuito negli Stati Uniti dal 18 novembre 1951 dalla Monogram Pictures.

## Promozione
Le tagline sono:
- "It's HEE-HAWlarious! Nutty nags take to their heels, when the boys start horsin' around!".
- "SO HILARIOUS! IT'S CRAZY ENOUGH TO MAKE EVEN A HORSE LAUGH!".